# Andrioplecta dierli
Andrioplecta dierli är en fjärilsart som beskrevs av Komai 1992. Andrioplecta dierli ingår i släktet Andrioplecta och familjen vecklare. Inga underarter finns listade i Catalogue of Life.